# نام من سرخ
نام من سرخ (به ترکی استانبولی: Benim Adım Kırmızı) رمانی از اورهان پاموک است تحت تأثیر رمان مشهور ایتالیایی نام گل سرخ.

## دربارهٔ رمان
تاریخ هنر غرب از زمان رنسانس تا ظهور کوبیسم با نقاط دید، چشم‌اندازها و به‌طور کلی با مسئلهٔ «چگونه دیدن؟» روبه‌رو است. می‌توان گفت که هنر غربی هنری است مبتنی بر زمان. در این مجموعه، هر آنچه که دیده می‌شود همانی است که از نقطه‌ای خاص و در زمانی خاص به چشم نگارگر آمده‌است. برعکس، بر هنر اسلامی و نظریه‌های آن، قوانین متفاوتی حاکم است. به‌عنوان نمونه مطابق با قوانین، در آن زمان هنر فیگوراتیو هنری ممنوعه بود؛ بر همین اساس هنرمندان مسلمان در تلاش بودند که یک واقعیت تغییرناپذیر را به نحوی که فراتر از دیدگاه‌های هنری باشد، بیان کنند و حرکت به سوی دست‌یابی به این هدف باعث ایجاد شدن مجموعه‌ای از تضادها و تلاش‌ها شد که قلب رمان نام من سرخ است.
رمان نام من سرخ در بستر بخشی از تاریخ امپراتوری عثمانی در زمان سلطان مراد سوم می‌گذرد. در این رمان، شیوهٔ چند صدایی یا پلی فونی روایتِ حوادث مختلف را توسط شخصیت‌های رمان ممکن کرده‌است.
پاموک در این رمان نقطه مشترک تاریخ عثمانی و ایران را در نظر داشته‌است. نویسنده به شرح عشق و قتل در این رمان پرداخته‌است. سیاهیِ مرگ و ترس وافر از مرگ در پس‌زمینهٔ کتاب به خوبی با مقولهٔ عشق تلفیق شده‌است. عشقی که گویی این توانایی را دارد که نسل‌های مختلف را از پس قرون متمادی با هم متحد کند؛ از عشق خسرو و شیرین به هم، تا نوای قلندرها، عشق کارا به شکوره، تلخی عشق شکوره به کارا و فرزندانش. عشق چشم‌انداز اورهان پاموک است.
چگونگی روابط بین دو فرهنگ غرب و شرق از دیگر موضوعات این رمان است که از زبان نقاشان روایت می‌شود.
پاموک در گفتگو با علیرضا غلامی دربارهٔ انگیزه خود از نوشتن این رمان گفته‌است «بین ۷ تا ۲۲ سالگی‌ام می‌خواستم نقاش شوم. بعدها وقتی نویسنده مشهور ترک شدم همیشه دوست داشتم دربارهٔ لذت نقاشی بنویسم. می‌خواستم توصیف کنم که نقاشی کردن چه حسی دارد و یک نقاش چه عقایدی دارد.»

## طرح رمان
شخصیت‌های اصلی در رمان نام من سرخ نقاشان هستند. در آغاز داستان استادِ طلاکاری به دست نقاشی کشته می‌شود. هیچ‌کس مطمئن نیست که قاتل یک نقاش است. با این حال ماجرای تمام رمان از آغاز تا پایان یافتن نقاشِ قاتل است.
پاموک در خلال رمانش به موضوعاتی مانند عشق و تاریخ نقاشی در سرزمین‌های اسلامی نیز می‌پردازد.
او از کتاب‌های بسیاری در این رمان نام می‌برد که در فرهنگ و تمدن اسلامی نامی بوده‌اند. اغلب این کتاب‌ها - از آن جمله شاهنامه شاه طهماسبی - ایرانی هستند. او همچنین برخی حکایت‌های نظامی و فردوسی را نیز در رمانش بازگو کرده‌است.
پاموک گفته‌است «یکی از انگیزه‌های من برای نوشتن رمان نام من سرخ بازآفرینی داستان‌های ادبیات کلاسیک بود. زمانی که داشتم کتابم را می‌نوشتم از خواندن شاهنامه و خسرو و شیرین لذت می‌بردم.»

## به فارسی
این رمان را عین له غریب از زبان ترکی به فارسی ترجمه کرده و نشر چشمه سال ۱۳۸۹ منتشرش کرده‌است. ترجمه دیگر فارسی کار تهمینه زاردشت است.